# Squeeze (album, The Velvet Underground)
Squeeze je páté a poslední studiové album americké hudební skupiny The Velvet Underground. Na albu se nepodílel žádný z původních členů kapely, jde de facto o sólový počin Douga Yula, jenž se členem skupiny stal až v roce 1968 po odchodu zakladatele Johna Calea. Na bicí zde hraje Ian Paice, člen anglické skupiny Deep Purple. Anglická skupina Squeeze, jejíž první nahrávky produkoval John Cale, si zvolila název právě podle této desky.

## Seznam skladeb
Všechny skladby napsal(i) Doug Yule. 
| Strana 1 | Strana 1     | Strana 1 |
| Pořadí   | Název        | Délka    |
| -------- | ------------ | -------- |
| 1.       | Little Jack  | 3:25     |
| 2.       | Crash        | 1:21     |
| 3.       | Caroline     | 2:34     |
| 4.       | Mean Old Man | 2:52     |
| 5.       | Dopey Joe    | 3:06     |
| 6.       | Wordless     | 3:00     |

| Strana 2 | Strana 2            | Strana 2 |
| Pořadí   | Název               | Délka    |
| -------- | ------------------- | -------- |
| 1.       | She'll Make You Cry | 2:43     |
| 2.       | Friends             | 2:37     |
| 3.       | Send No Letter      | 3:11     |
| 4.       | Jack & Jane         | 2:53     |
| 5.       | Louise              | 5:43     |

## Sestava
- Doug Yule – zpěv, kytara, klávesy, baskytara
- Ian Paice – bicí
- další